# Michiaki Takahashi
Michiaki Takahashi (高橋 理明 Takahashi Michiaki?, Osaka, 17 de febrero de 1928-16 de diciembre de 2013) fue un virólogo japonés, conocido por haber inventado la primera vacuna contra la varicela. Desarrolló la vacuna "Oka" mediante la producción de v-Oka, una cepa viva debilitada del virus varicela-zóster.

## Biografía
Nació en Higashisumiyoshi-ku, Osaka, Japón, el 17 de febrero de 1928, Takahashi obtuvo su título de médico en 1954 en la Facultad de Medicina de la Universidad de Osaka y completó en 1959 el curso de posgrado en Ciencias Médicas, con especialización en virología del poxvirus.
Entre 1963 y 1965 estudió en la Escuela de Medicina de Baylor en Texas y en el Fels Research Institute de la Universidad de Temple, en Filadelfia.
La experiencia de ver a su hijo mayor, Teruyuki, sufrir varicela mientras estudiaba en los Estados Unidos lo llevó a comenzar el desarrollo de una vacuna contra la varicela en 1971. La investigación fue extremadamente difícil, pero se completó en 1973. En 1984 la vacuna fue certificada por la Organización Mundial de la Salud como la vacuna contra la varicela más adecuada, y en 1986, el Ministerio de Salud y Bienestar de Japón la aprobó para su uso práctico en países de todo el mundo.
En 1994 se convirtió el director del Grupo de Estudio de Enfermedades Microbianas de la Universidad de Osaka. Después de retirarse de la Universidad de Osaka, se le otorgó el título de profesor catedrático.
Murió el 16 de diciembre de 2013, de insuficiencia cardíaca.

## Premios
- Premio a la cultura en memoria de Saburo Kojima (1975)[4]
- Tercer premio al logro científico de VZVRF (1997)[8]
- Premio Príncipe Mahidol (2008)[8]

## Homenajes
La Sociedad Japonesa de Vacunología presenta un premio anual nombrado en honor de Takahashi: Premio Takahashi de la Sociedad Japonesa de Vacunología, fundado en octubre de 2005.
El 17 de febrero de 2022, Takahashi fue honrado con un doodle de Google en su cumpleaños número 94.